# Barbara Wilson
Barbara Wilson, född 5 maj 1952, är en friidrottare från Australien. Hon deltog vid olympiska sommarspelen 1976.